# Avril 1903

## Événements
- 2 avril : mise en service de la ligne no 2 du métro parisien.
- 6 - 8 avril : pogrom de Kichinev en Bessarabie avec la complicité des autorités locales (Plehwe). Quarante neuf morts et 500 blessés. Deux mille familles perdent leur foyer.
- 11 avril : échec de la grande grève des chemins de fer aux Pays-Bas. Le parlement hollandais interdit toutes grèves dans les chemins de fer et prévoit des peines de prison pour les contrevenants.
- 29 avril : en Turquie, un tremblement de terre fait 860 victimes.

## Naissances
- 2 avril : Lionel Chevrier, politicien.
- 9 avril : Ward Bond, acteur américain († 1960).

## Décès
- 11 avril : Gemma Galgani, sainte catholique italienne (° 12 mars 1878).
- 19 avril : Oliver Mowat, premier ministre de l'Ontario.